# Sân vận động Via del Mare
Sân vận động Ettore Giardiniero - Via del Mare, hay Sân vận động Via del Mare, là một sân vận động đa năng ở Lecce, Ý. Nó chủ yếu được sử dụng cho các trận đấu bóng đá và là sân nhà của US Lecce. Sân vận động được xây dựng vào năm 1966 và có sức chứa 40.670 chỗ ngồi. Nó lấy tên từ con phố dẫn ra biển và từ Thị trưởng Lecce tại thời điểm cải tạo sân vận động lần đầu tiên vào năm 1985.